# CA Montrouge

Logo

Cercle athlétique de Montrouge (CAM) ist ein französischer Sportverein aus der direkt südlich an Paris anschließenden Stadt Montrouge. Der Club mit den Vereinsfarben Orange und Blau bietet die Sportarten Tennis, Fußball, Hockey und Bridge an.
Das an der Avenue Marx Dormoy gelegene, ungefähr drei Hektar große Vereinsgelände Terrain Paul Montay ist nach einem ehemaligen Mitglied der Hockeysektion benannt. Die Anlage umfasst neben einem Kunstrasenhockeyplatz auch siebzehn Tennisplätze und ein Clubhaus.

## Hockey
| Europapokalbilanz Herren Feld | Europapokalbilanz Herren Feld | Europapokalbilanz Herren Feld | Europapokalbilanz Herren Feld | Europapokalbilanz Herren Feld |
| Jahr                          | Wettbewerb                    | Niveau                        | Platz                         | Ort                           |
| ----------------------------- | ----------------------------- | ----------------------------- | ----------------------------- | ----------------------------- |
| 1994                          | Cup Winners Trophy            | 2                             | 4                             | Posen                         |
| 1995                          | Cup Winners Trophy            | 2                             | 1                             | Brüssel                       |
| 1996                          | Cup Winners Cup               | 1                             | 5                             | Den Haag                      |
| 1998                          | Cup Winners Trophy            | 2                             | 1                             | Rom                           |
| 1999                          | Club Champions Cup            | 1                             | 5                             | Terrassa                      |
| 2003                          | Club Champions Cup            | 1                             | 7                             | Brüssel                       |
| 2004                          | Cup Winners Cup               | 1                             | 5                             | Eindhoven                     |
| 2005                          | Club Champions Trophy         | 2                             | 3                             | Brest                         |
| 2006                          | Cup Winners Cup               | 1                             | 7                             | Reading                       |
| 2008                          | Club Trophy                   | 2                             | 2                             | Paris                         |
| 2010                          | Euro Hockey League            | 1                             | VR 24                         | Barcelona                     |
| 2011                          | Euro Hockey League            | 1                             | VR 24                         | Terrassa                      |
| 2012                          | Euro Hockey League            | 1                             | AF                            | Rotterdam                     |

Die Hockeyabteilung wurde 1928 gegründet. Sowohl die Herren als auch die Damen spielen in der höchsten französischen Liga. Die Herren debütierten international 1994, wo das Team beim Hallen-EuroHockey Club Champions Cup in Köln den fünften Platz erreichte. Im selben Jahr platzierte sich Montrouge auf dem Feld bei der zweitklassigen EuroHockey Cup Winners Trophy auf Rang vier. Im folgenden Jahr gewann der Verein in Brüssel den gleichen Wettbewerb und sicherte damit Frankreich einen Startplatz für den EuroHockey Cup Winners Cup 1996. Dort sicherte Montrouge mit einem fünften Platz den Klassenerhalt. 1998 gewann der Club wiederum die EuroHockey Cup Winners Trophy. Mit der Bronzemedaille beim Hallen-EuroHockey Club Champions Cup 2000 erreichte der Verein seinen bisherigen größten internationalen Erfolg.
Erfolge
- EuroHockey Cup Winners Trophy: 1995, 1998
- Französischer Feldhockeymeister der Herren: 1998, 2002, 2004, 2010
- Französischer Hallenhockeymeister der Herren: 1984, 1986, 1990, 1993, 1995, 1999, 2005
- Französischer Feldhockeymeister der Damen: 2010

## Fußball
In der Saison 1923/24 erreichte die Männermannschaft die Runde der letzten 64 im französischen Verbandspokal, wo der Club gegen den RC Roubaix ausschied. Die Fußballer von CAM haben bisher aber noch nie oberhalb des Amateurbereiches gespielt. In der Saison 2010/11 hat der Verein die Mannschaft sogar wegen Spielermangels vom Ligawettbewerb abmelden müssen.

## Tennis
Die Qualifikationsrunden für das French Open 2025/Juniorinneneinzel und das French Open 2025/Junioreneinzel im Stade Roland Garros finden auf dem Vereinsgelände des CA Montrouge und im Tennis Club de la Châtaigneraie in Rueil-Malmaison statt. 32 Mädchen und 32 Jungen kämpfen um jeweils acht Plätze in der Hauptrunde.

## Galerie

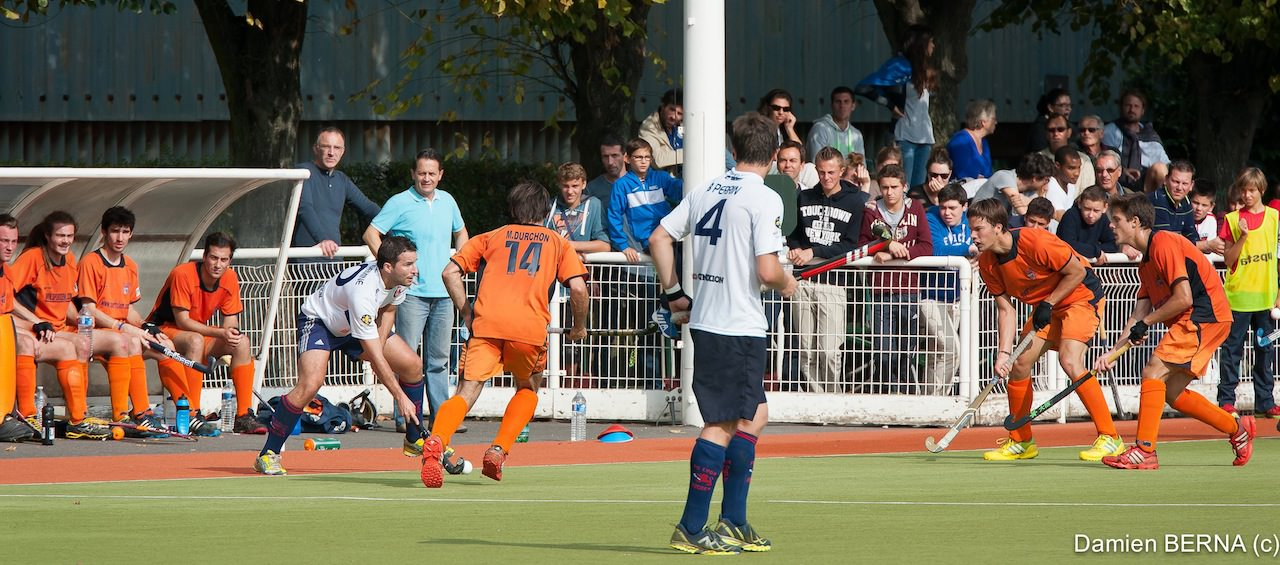
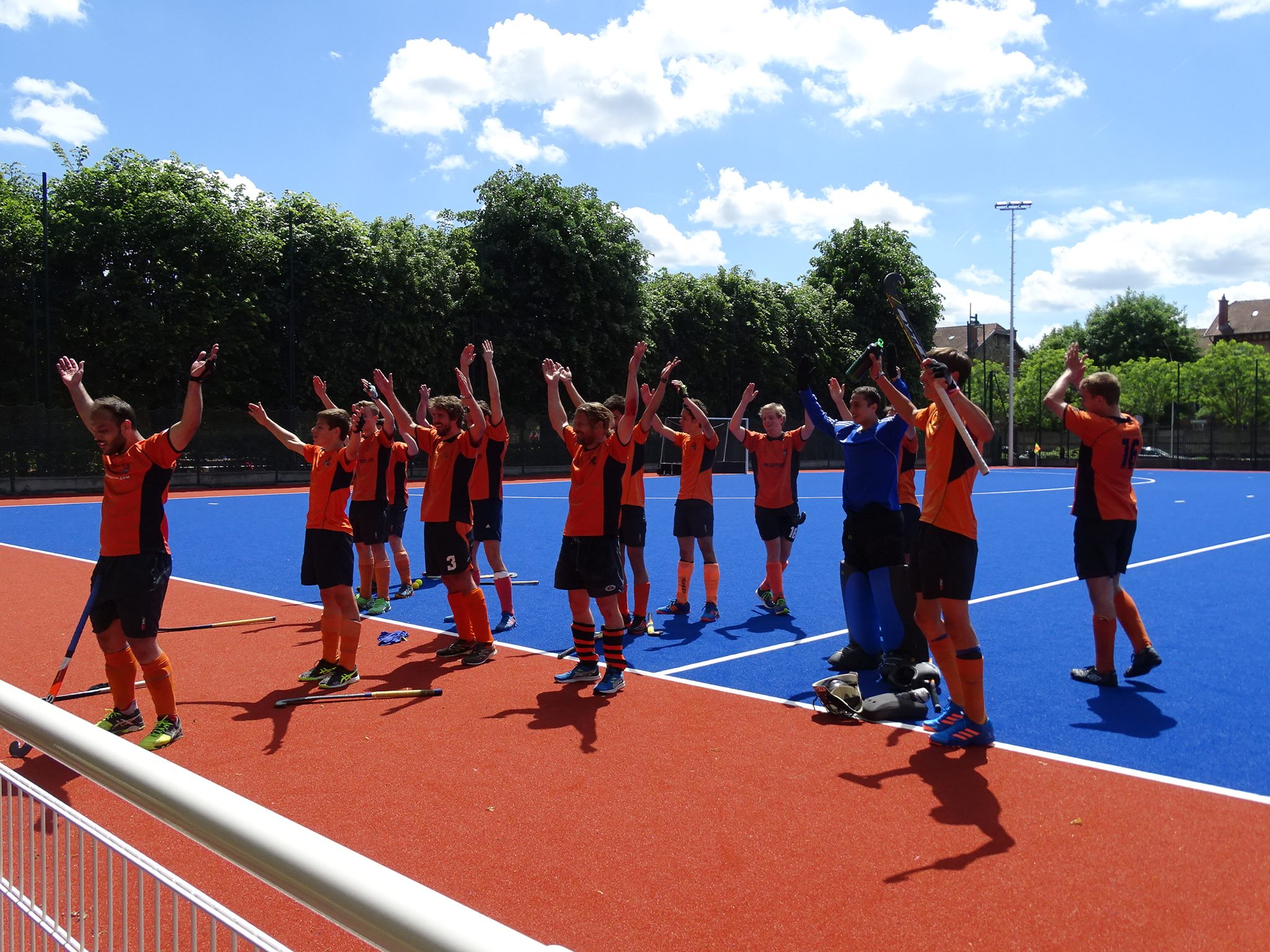
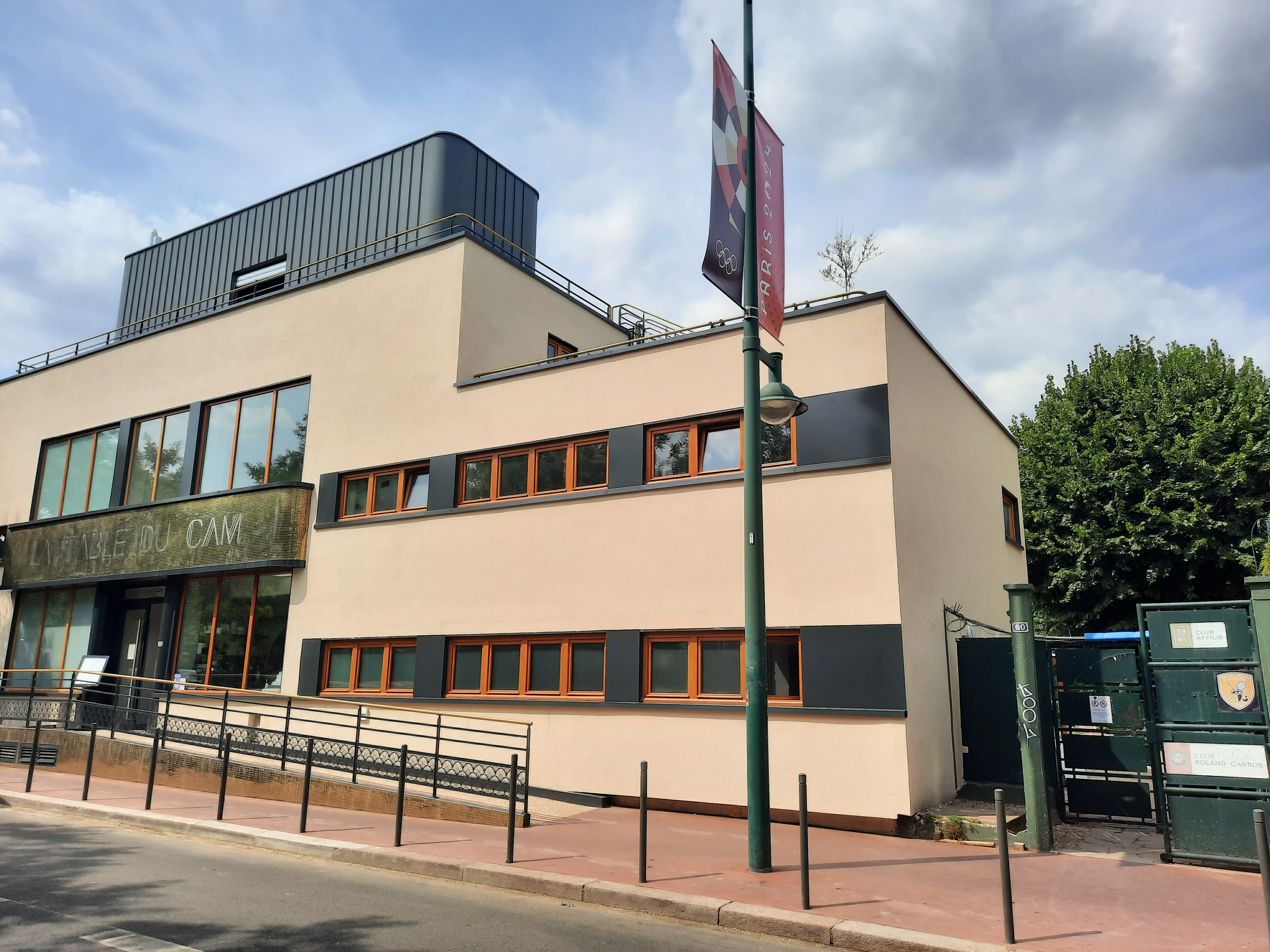
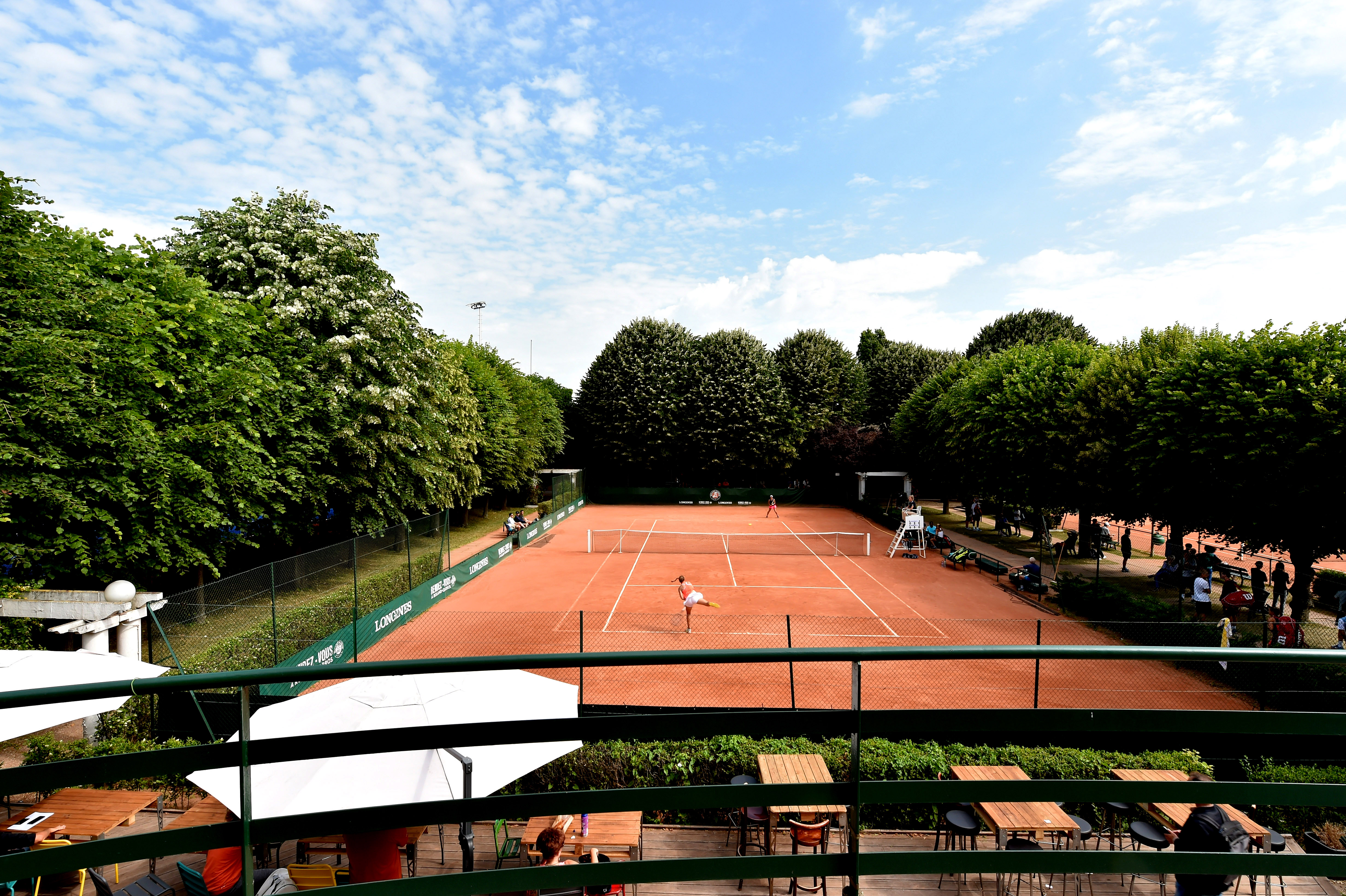
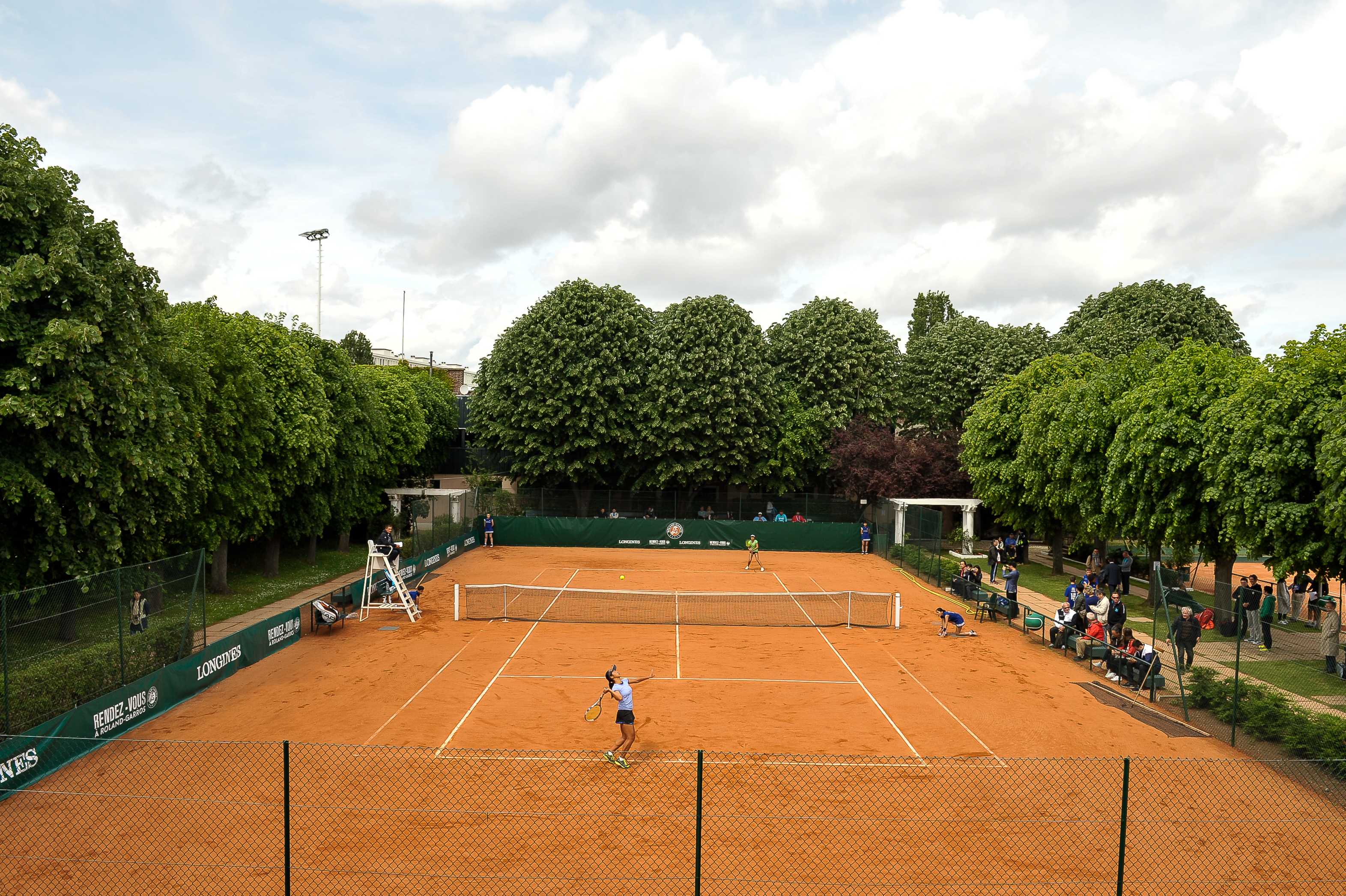
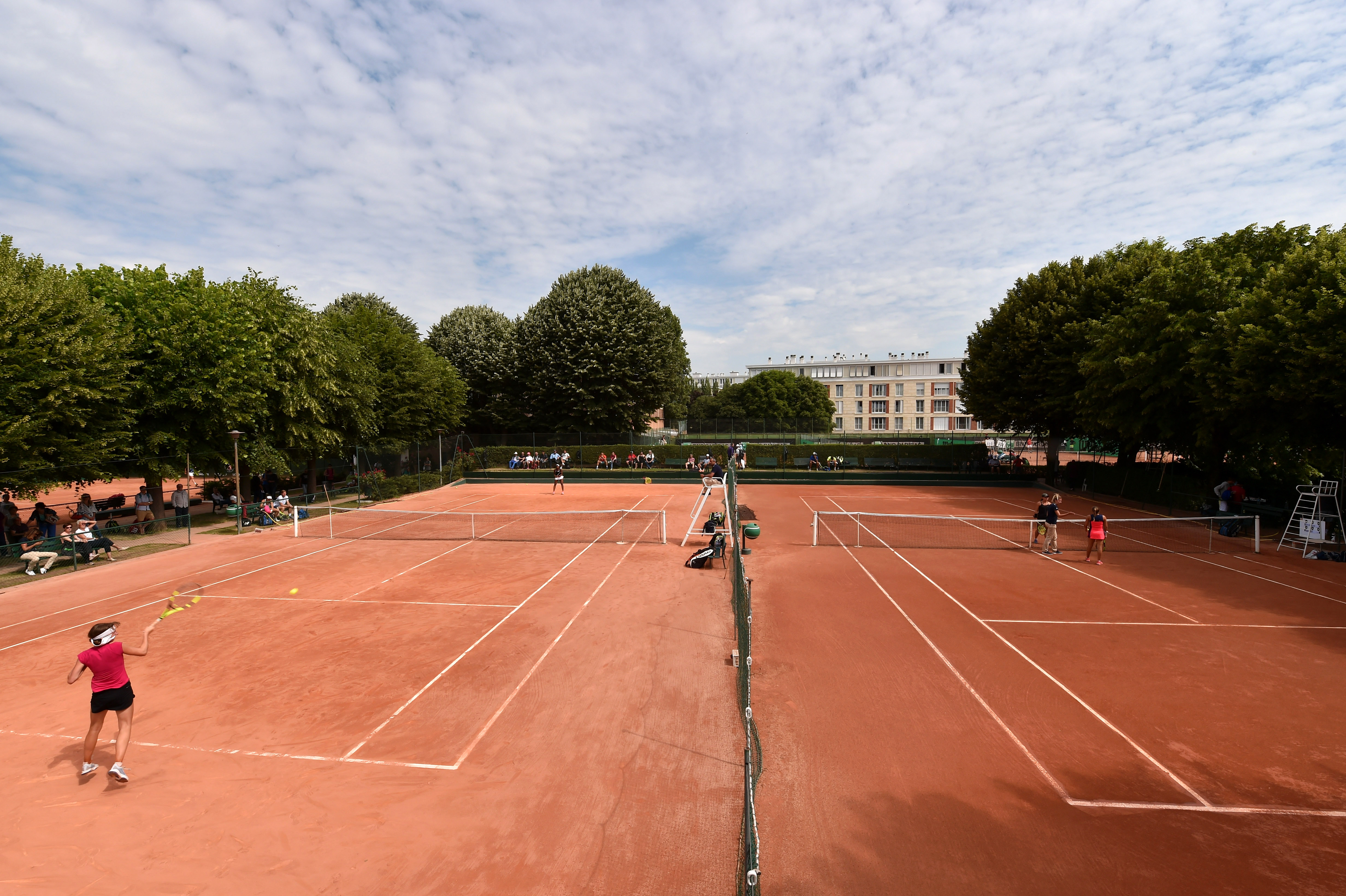